# Jakob Erlandsen
Jakob Erlandsen (ca. 1220 – 18 februari 1274) was tussen 1254 en 1274 aartsbisschop van het bisdom Lund. Hij was een zoon van Erland en Cæcilie (de kleindochter van Sune Ebbesen).
Als domproost in Lund nam hij als advocaat voor Erik Plovpenning deel aan het Eerste Concilie van Lyon in 1245. Tegen de wens van de koning in sprak hij voor Niels Stigsen, bisschop in Roskilde, waarna zijn kerkelijke inkomen en erfgoederen in beslag werden genomen. Erlandsen en de koning verzoenden zich later.
De paus benoemde hem in 1250 tot bisschop van Roskilde. In 1254 schonk hij stadsrechten aan Kopenhagen, dat tot die tijd onder het bisdom in Roskilde viel. Later dat jaar werd Erlandsen benoemd tot aartsbisschop in Lund.
Op de Synode van Vejle in maart 1256 werd overeengekomen dat het gebruik van geweld tegen, of het gevangen nemen van een bisschop tot een interdict leiden zou.
Jakob Erlandsen stierf in 1274 op het destijds Deense eiland Rügen (Rygen), terwijl hij op de terugweg was vanuit Rome. Archeologisch onderzoek aan het vermoedelijke graf van Erlandsen uit begin jaren 1970 leek erop te duiden dat de persoon in dat graf om het leven was gebracht.